# クテドノバクテル綱
クテドノバクテル綱（Ktedonobacteria）は、クロロフレクサス門に属す細菌である。性質、生活環は放線菌に類似し、グラム陽性で気菌糸と胞子を形成する。

## 特徴
2目3科3属5種が記載されるが、何れも放線菌に類似する特徴を持つ。多くは腐葉土や地熱地帯の堆積土から採取され、好気性で気菌糸と胞子を形成する。ゲノムサイズも非常に大型で、Ktedonobacter racemiferは14 Mbpという全原核生物の中でも2番目に大きなゲノムを持つ。リポ多糖を欠きグラム染色では陽性に染色される。このため当初は放線菌に誤分類されたが、後に16S rRNA系統解析によりクロロフレクスス門に変更となった。クロロフレクスス門もグラム陽性菌を含む門であるが少数派であり、多くは嫌気性菌で、気菌糸や胞子の報告例はそれまで存在しなかった。
放線菌と異なる特有の性質としては、高温での気菌糸の形成、気菌糸からの出芽により直接胞子が形成される点がある（出芽胞子）。一方、放線菌は気菌糸の分節により胞子が形成される例が多い（分節胞子）。